# Hieracium coloriscapum
Hieracium coloriscapum es una especie de planta con flor del género Hieracium, de la familia Asteraceae, orden Asterales.

## Distribución
Hieracium coloriscapum se distribuye por Albania, Grecia y Yugoslavia.

## Taxonomía
Fue descrita científicamente por Rohl. & Zahn. Fue publicada en Repert. Spec. Nov. Regni Veg. 6: 240 (1909).